# Ablo
Les ablos (ou abolos en Côte d’Ivoire) sont de petites galettes blanches et légèrement sucrées, originaires à la fois du Togo et du Bénin,. Bien qu'elles trouvent leur origine dans ces deux pays, elles sont particulièrement associées aux festivités et traditions des peuples éwé et adja-éwé, qui les consomment lors de célébrations culturelles.
Ces galettes sont également populaires dans d'autres pays d'Afrique de l'Ouest comme le Ghana, la Côte d’Ivoire, et au-delà. Elles sont traditionnellement préparées avec de la farine de maïs et de riz, bien que des variantes utilisant de la semoule de blé ou de la fécule de maïs soient parfois proposées.

## Préparation
Les ablos sont fabriqués à partir d’un mélange de farine de maïs, de farine de riz, d’eau, de levure, de sel et de sucre. La préparation débute par la réalisation d’une pâte, parfois décrite comme une bouillie, qui est ensuite cuite à la vapeur pour obtenir des galettes moelleuses. Une variante de la recette remplace une partie de ces ingrédients par de la fécule de maïs ou de la semoule de blé.

## Consommation
Les ablos peuvent être consommés seuls comme plat principal ou utilisés en accompagnement. Ils sont souvent servis avec des sauces telles que la sauce tomate, la sauce feuille (préparée avec des épinards et de la tomate), ou du moyo (un mélange épicé de tomates, oignons, poivrons, et piments).
Ils accompagnent parfaitement des plats de poulet braisé, de poisson frit ou braisé, ou peuvent simplement être dégustés avec une petite sauce épicée.
Dans certaines régions, ces galettes sont également appelées abolos.

## Galerie

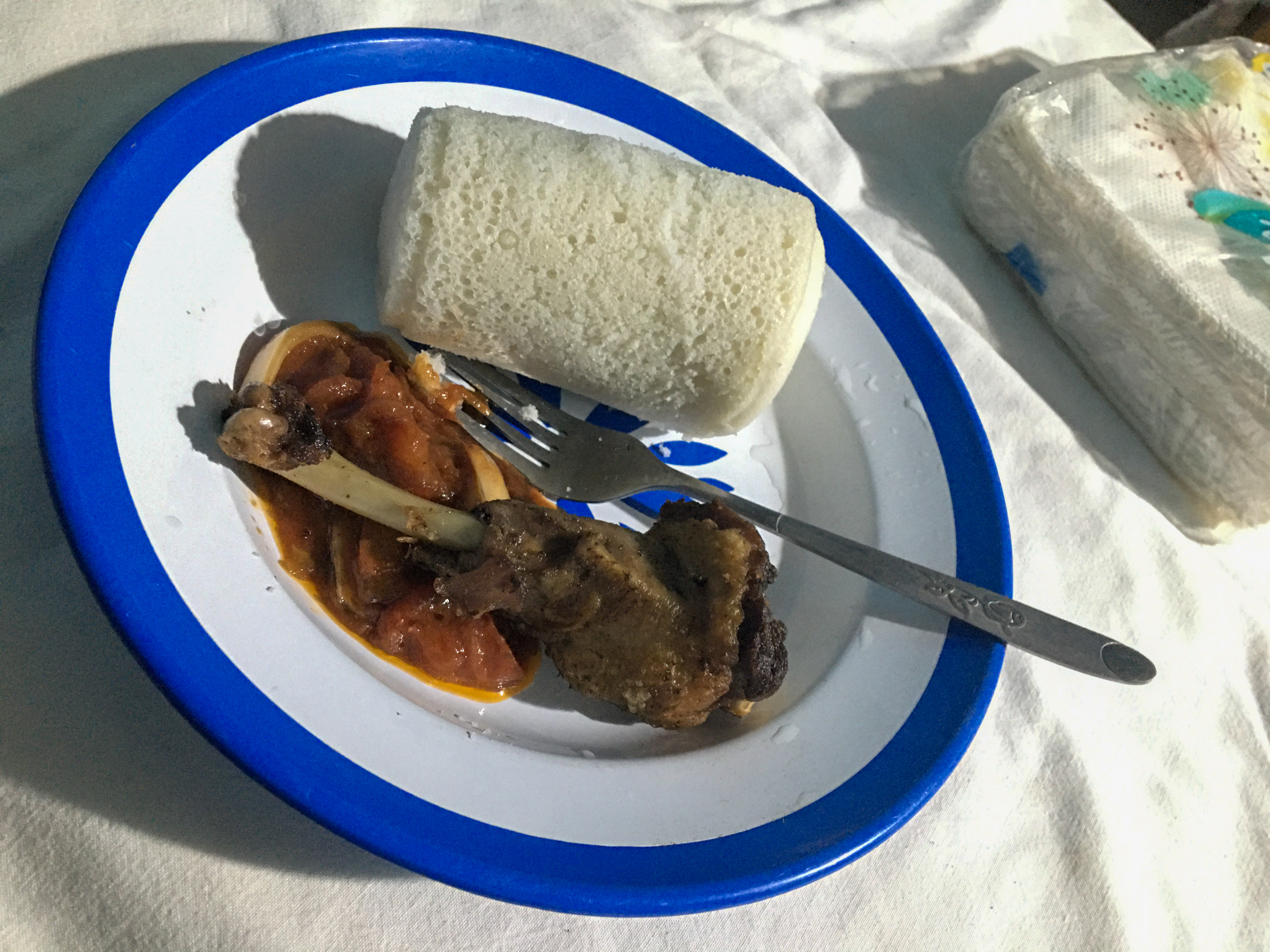
Un plat d’ablo à base de riz
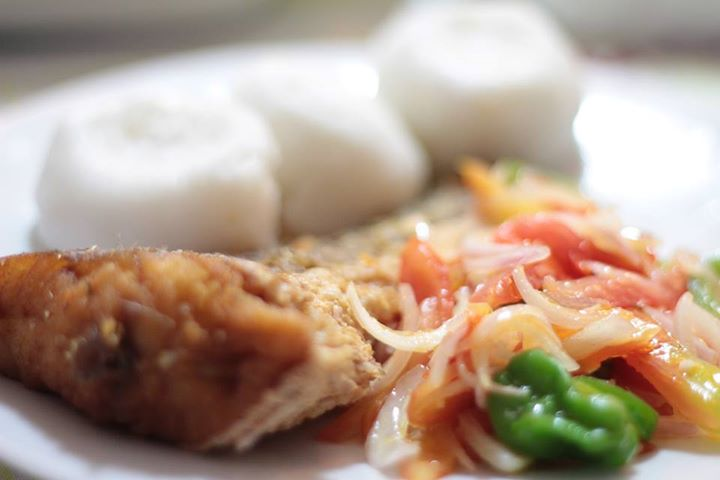
Ablo accompagné de poissons frits
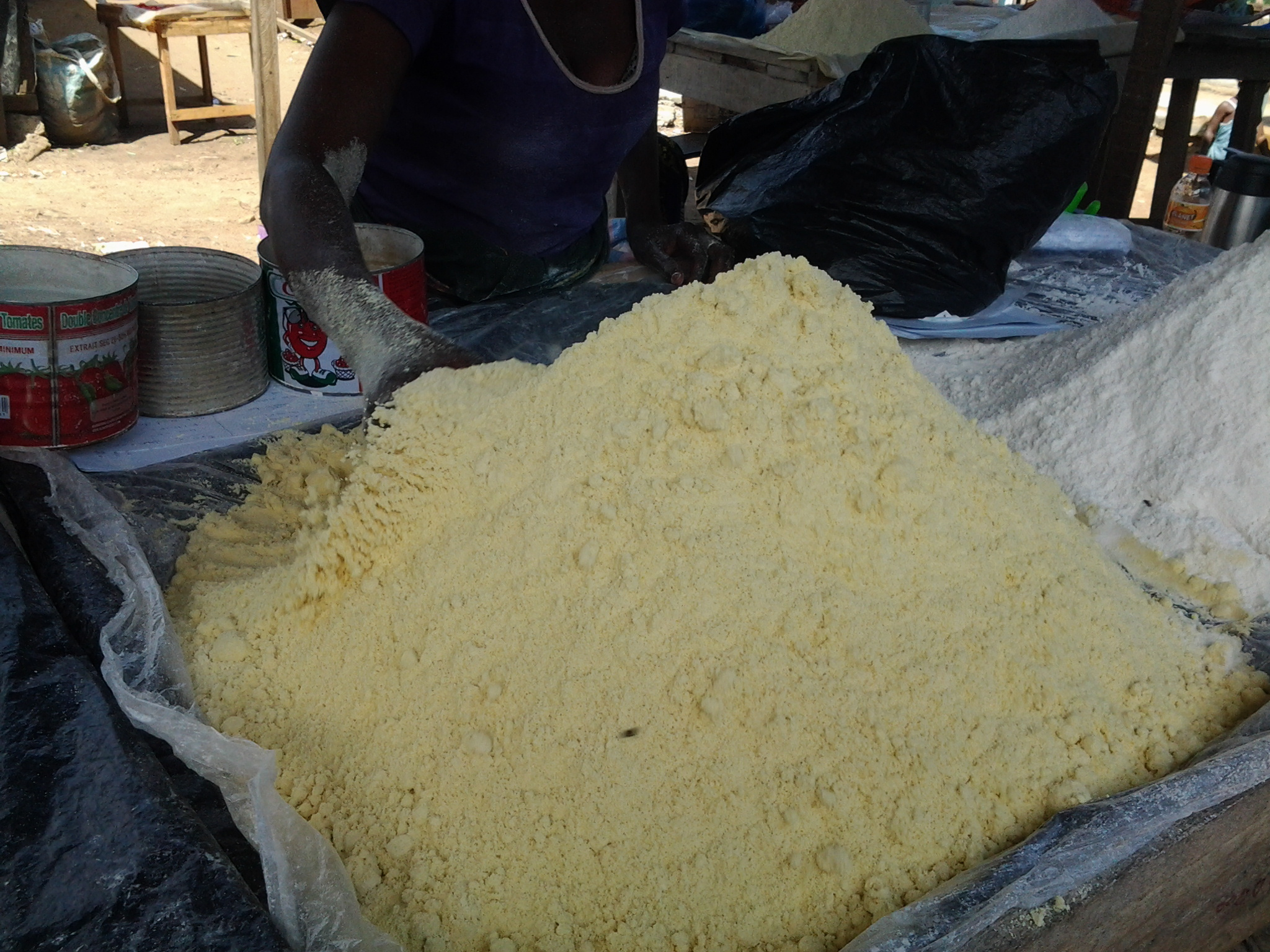
Un des ingrédients principaux des ablos